# Cecilia Beaux

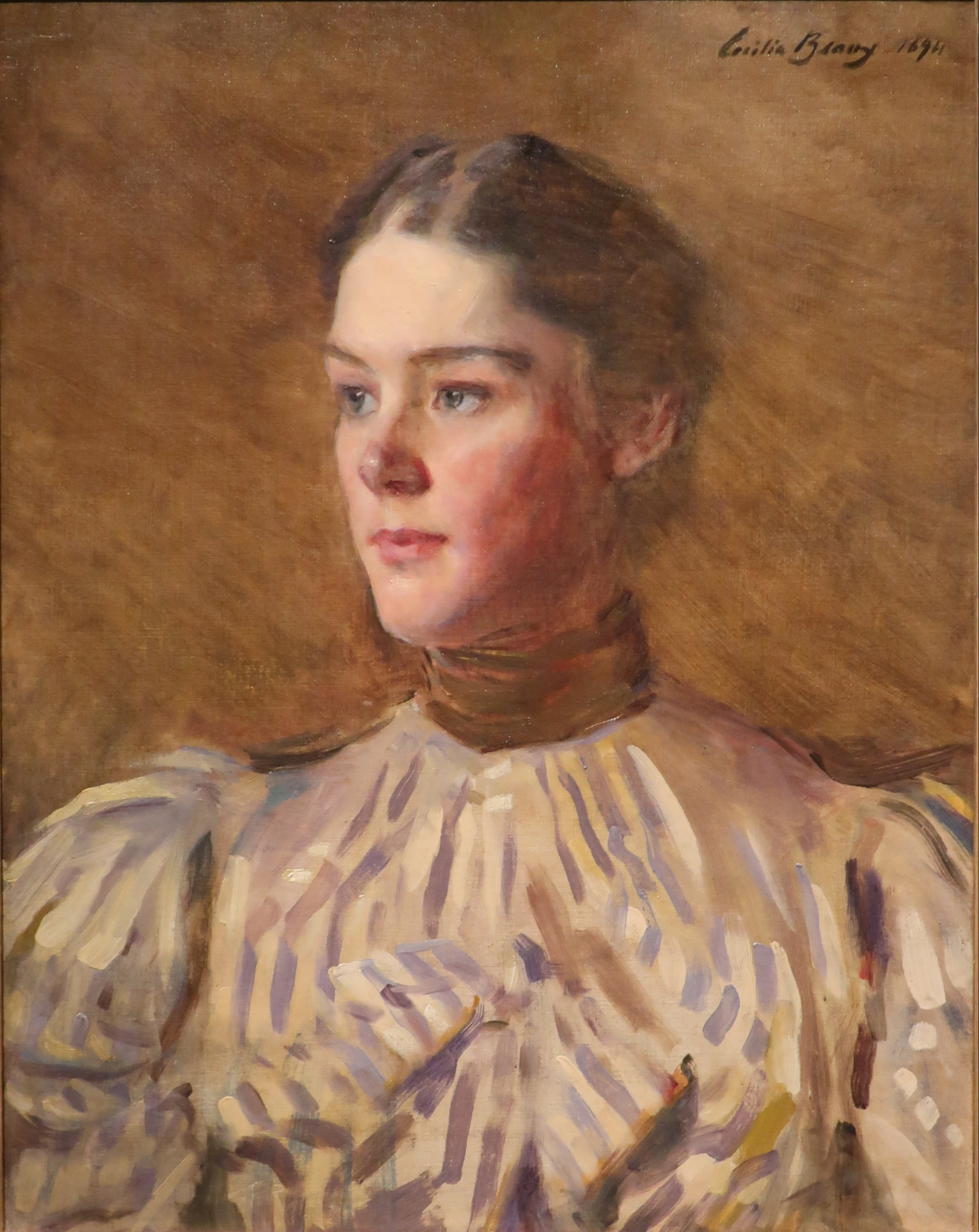
Zelfportret, 1894, National Academy of Design, New York

Cecilia Beaux (Philadelphia, Pennsylvania, 1 mei 1855 - Gloucester, Massachusetts, 7 september 1942) was een Amerikaans kunstschilderes.

## Leven en werk

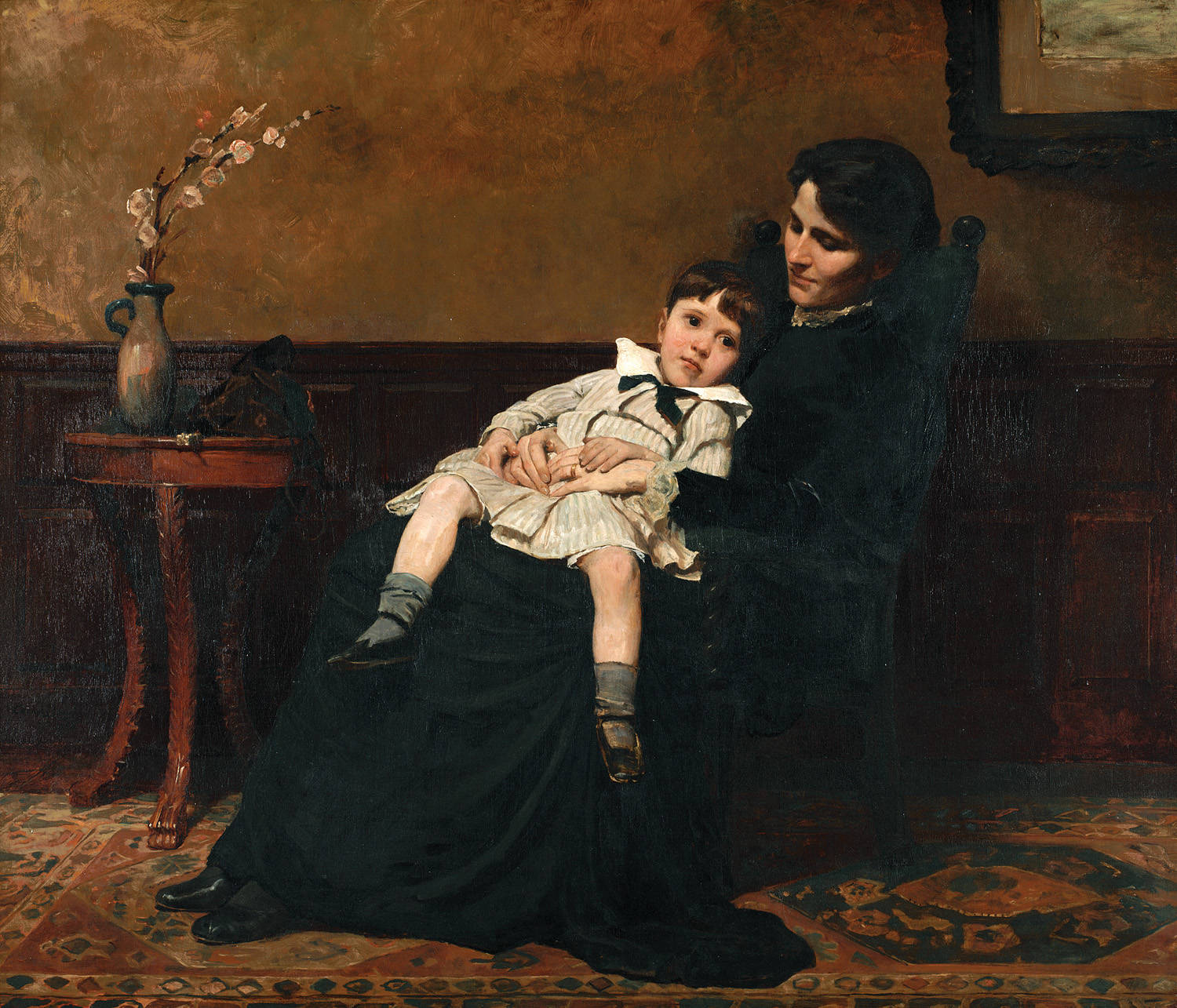
Les derniers jours d'enfance, 1885, Pennsylvania Academy of the Fine Arts, Philadelphia

De vader van Cecilia Beaux was van Franse herkomst. Na de vroege dood van zijn vrouw liet hij zich niet veel aan zijn kinderen gelegen liggen en Cecilia groeide samen met haar zussen op bij familie van moederszijde. Van een van haar tantes kreeg ze ook haar eerste tekenlessen. Vanwege haar grote talent mocht ze in 1877 gaan studeren aan de Pennsylvania Academy.
In 1885 had Beaux direct succes met haar eerste grote kunstwerk De laatste dagen van de kindertijd, dat twee jaar later met succes ook in Parijs werd geëxposeerd.
In 1888 vertrok ze ook zelf naar Parijs en ging studeren aan de Académie Julian, bij Tony Robert-Fleury en William Bouguereau. Tevens bestudeerde ze oude meesters in Engeland en Italië. Ze schilderde vooral in een academische stijl, waarvan ze zich vanwege haar drang tot realistische precisie maar moeilijk los wist te maken, anders dan haar tijdgenote Mary Cassatt, met wie ze soms wel werd vergeleken. In 1889 exposeerde ze met enkele werken op de Wereldtentoonstelling van Parijs.
In 1900 keerde Beaux weer terug naar de Verenigde Staten, New York, en legde zich vooral toe op de portretschilderkunst, in een stijl die doet denken aan John Singer Sargent. Haar woning en atelier in New York groeide uit tot een soort van salon waar tal van beroemdheden bijeenkwamen om te praten over kunst, wetenschap en politiek, om zich direct ook te laten portretteren. Tot hen behoorden onder andere Georges Clemenceau, Edith Roosevelt en haar dochters, en David Beatty.
Beaux ontving in 1942 de gouden medaille van de American Academy of Arts and Letters en overleed in hetzelfde jaar, 87 jaar oud. Haar werk is te zien in tal van grote Amerikaanse musea, maar bijvoorbeeld ook in het Musée d'Orsay in Parijs.

## Portretten

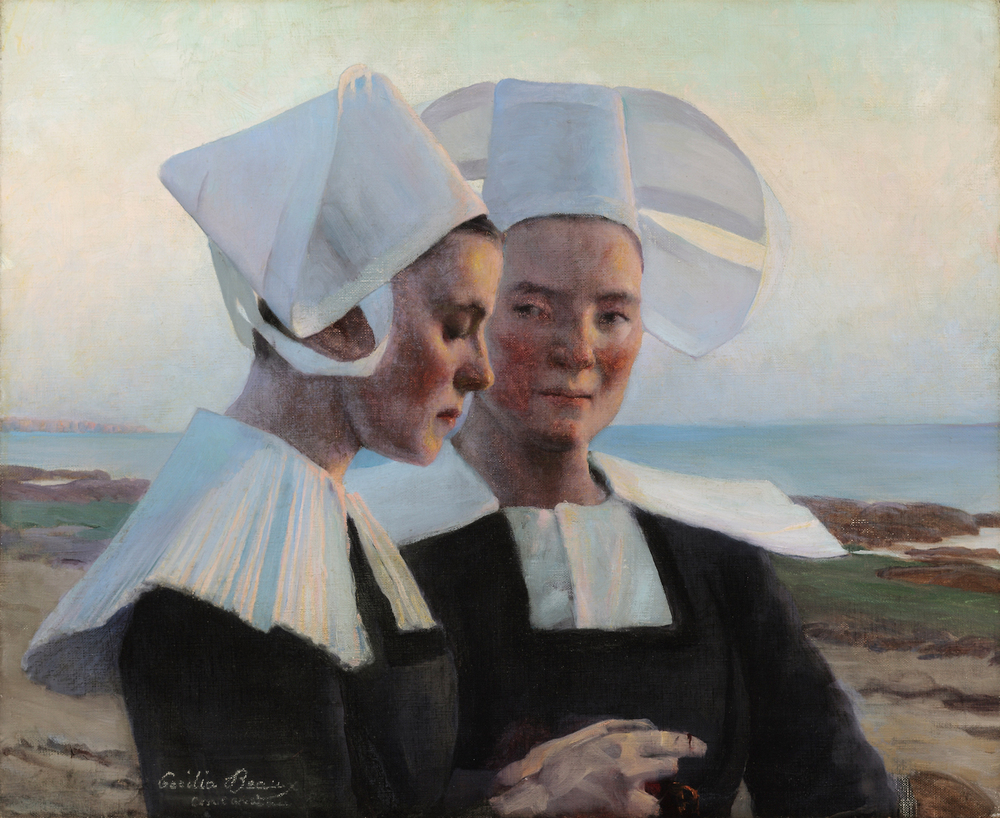
Twilight Confidences, 1888, Georgia Museum of Art, Athens
Portret van Lady George Darwin, 1889
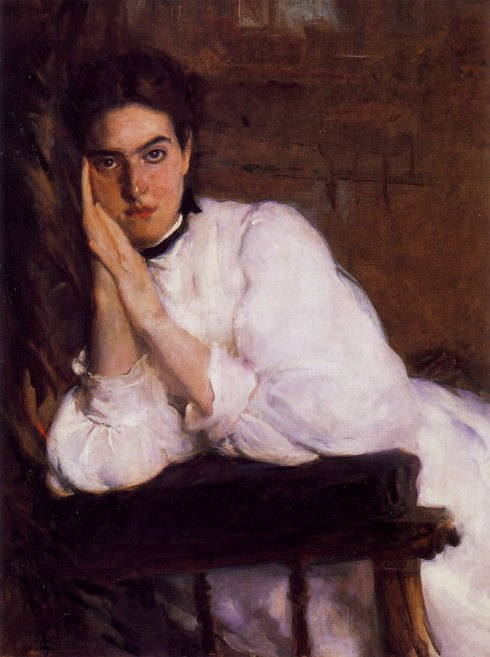
The Dreamer, 1895
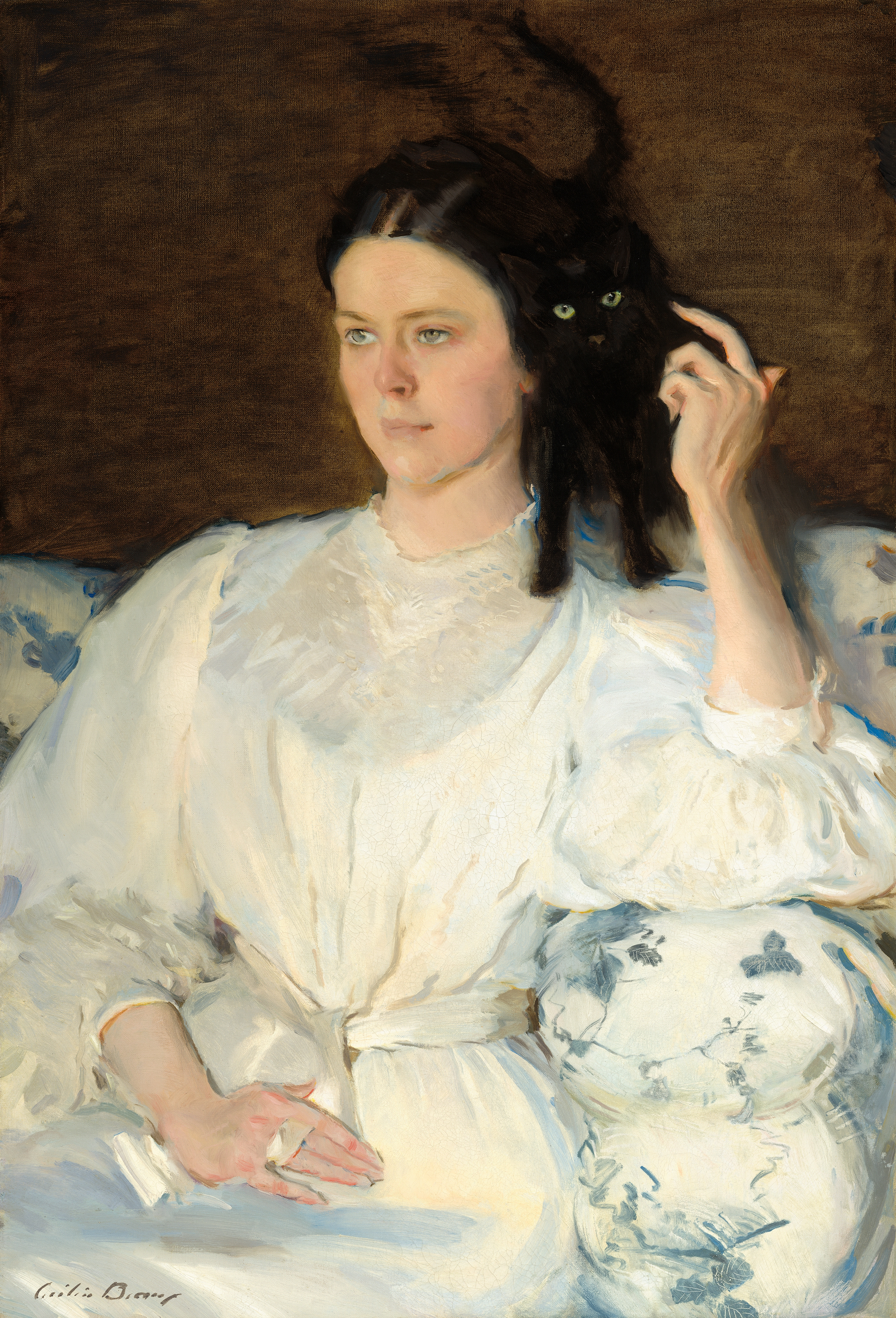
Sita and Sarita (Jeune Fille au Chat), 1896, National Gallery of Art, Washington
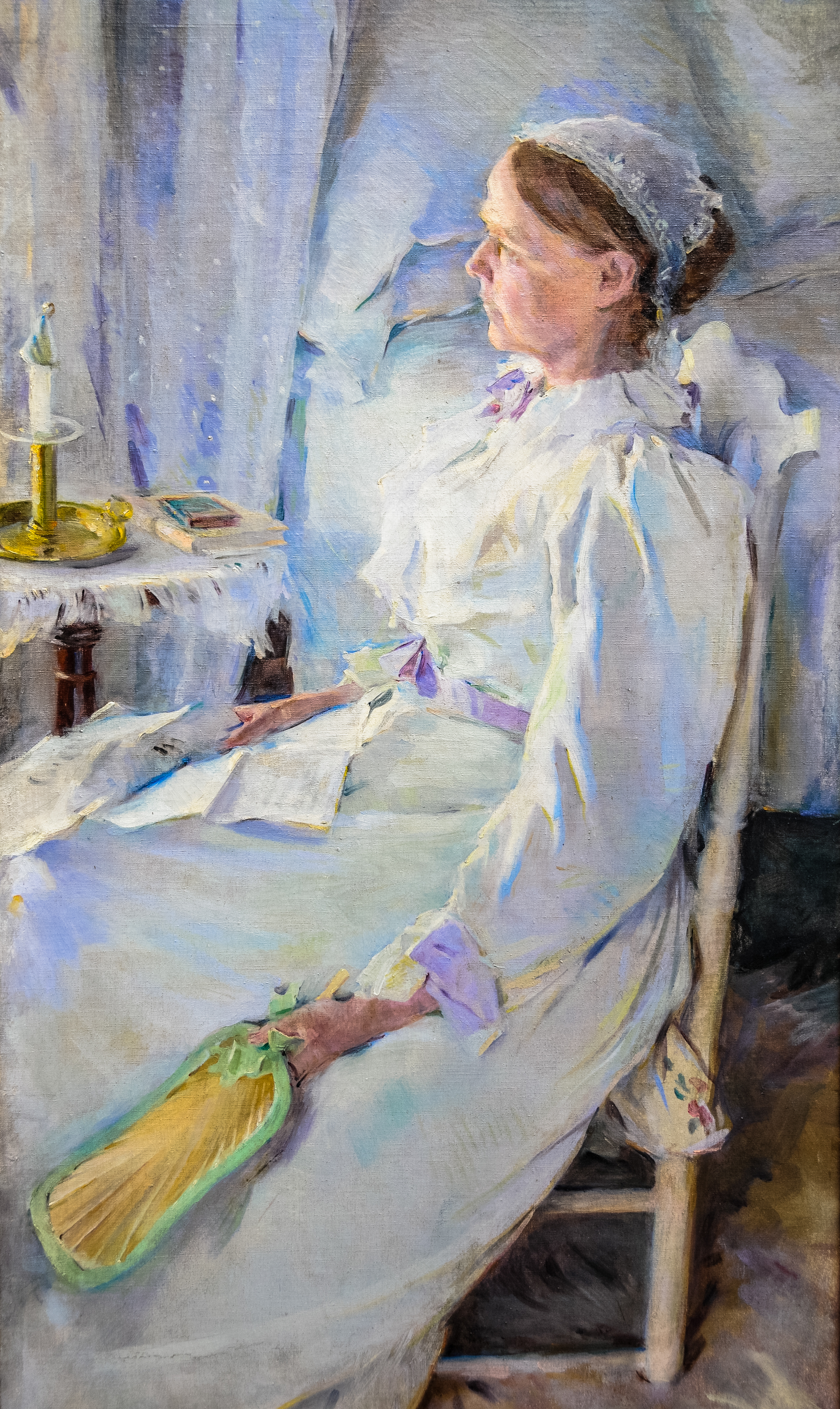
New England Woman, 1896, Pennsylvania Academy of the Fine Arts, Philadelphia
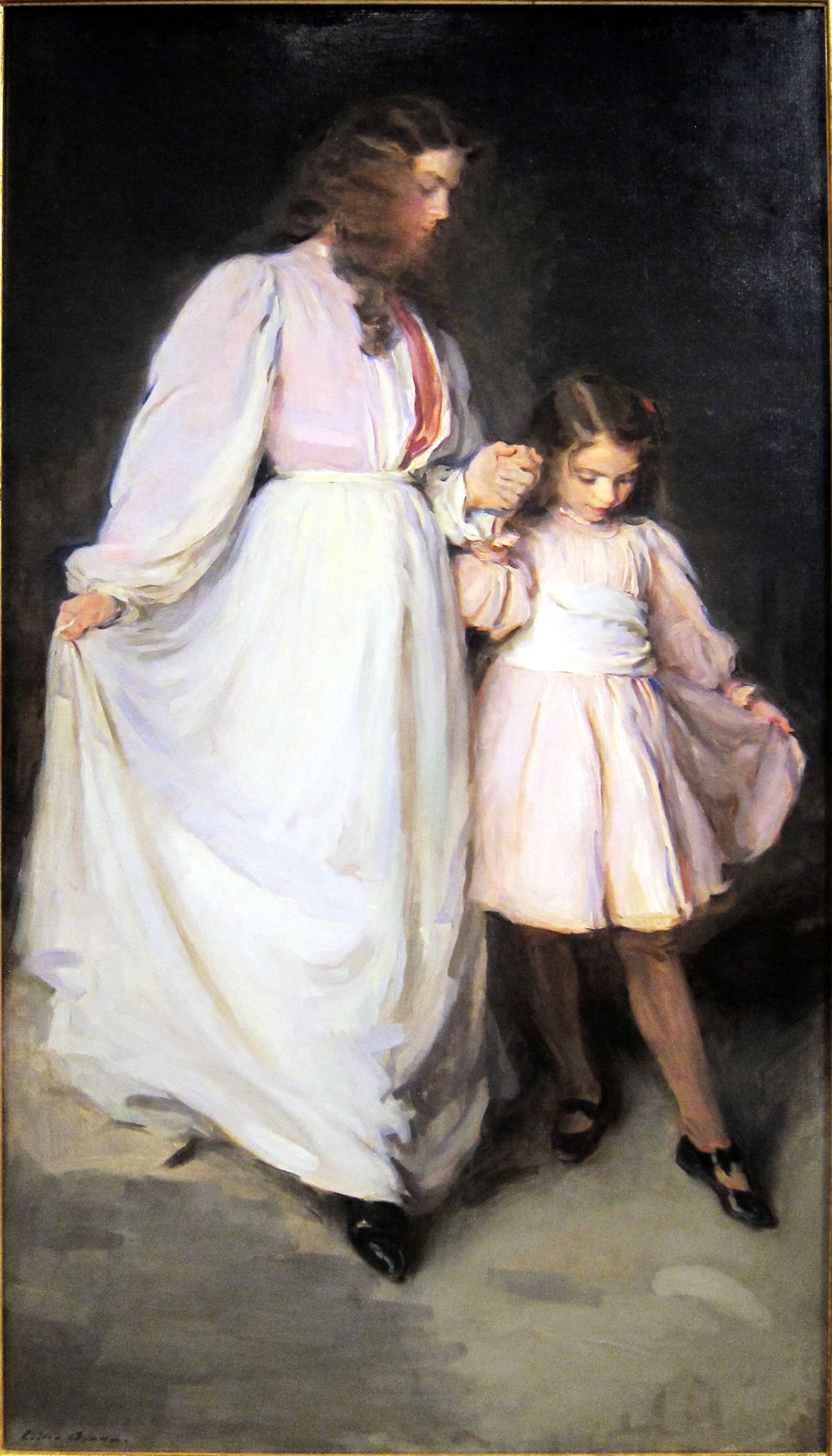
Dorothea and Francesca, 1898, Art Institute of Chicago
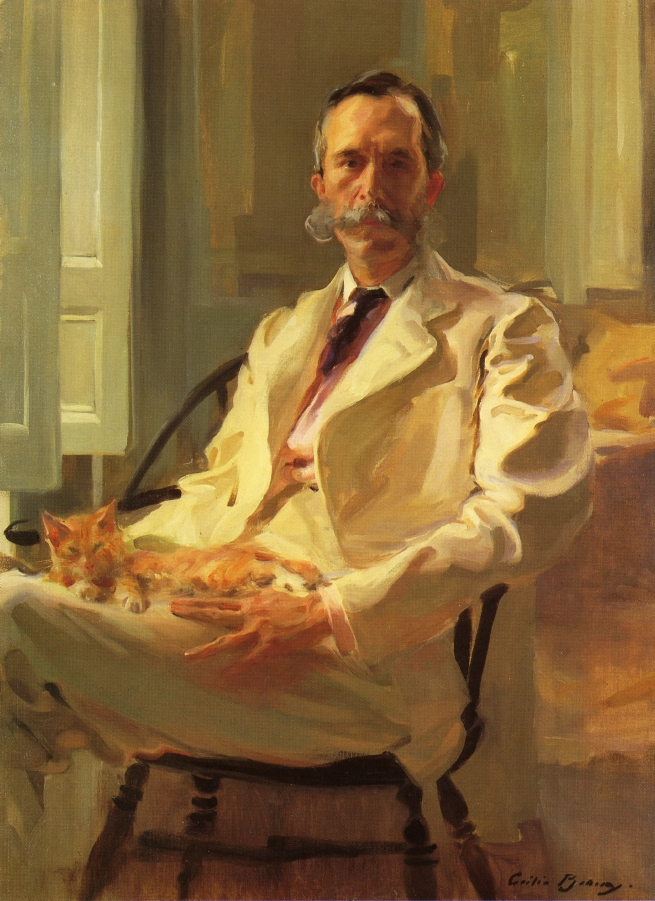
Man with the Cat (Henry Sturgis Drinker), 1898, Smithsonian American Art Museum, Washington
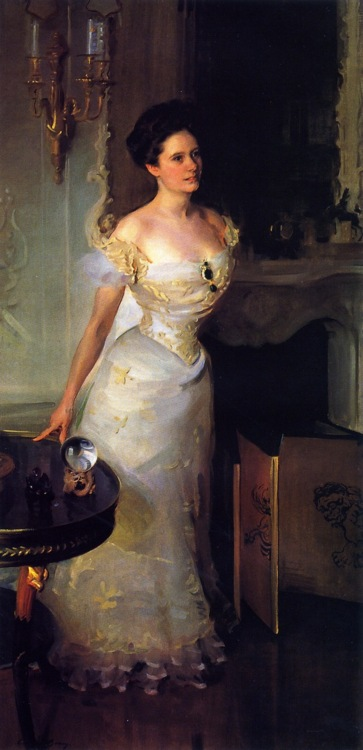
Portret van Mrs. Larz Anderson, 1901, Larz Anderson House, Washington
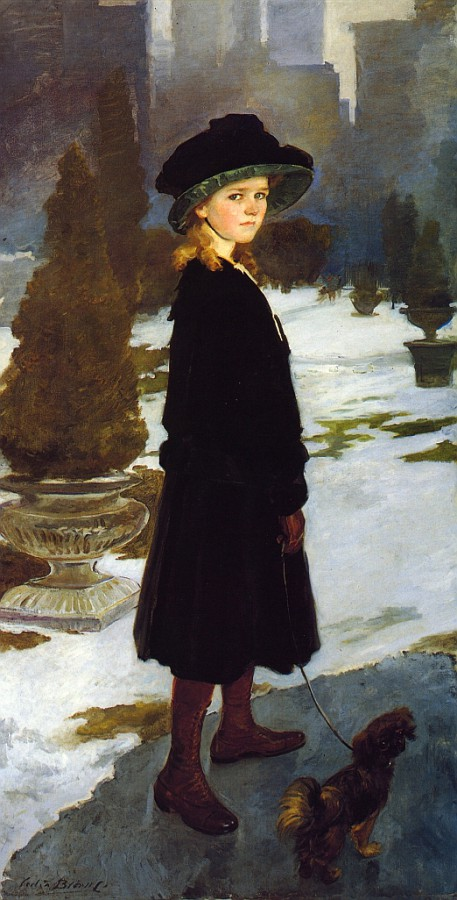
Portret van Alice Davison, 1909
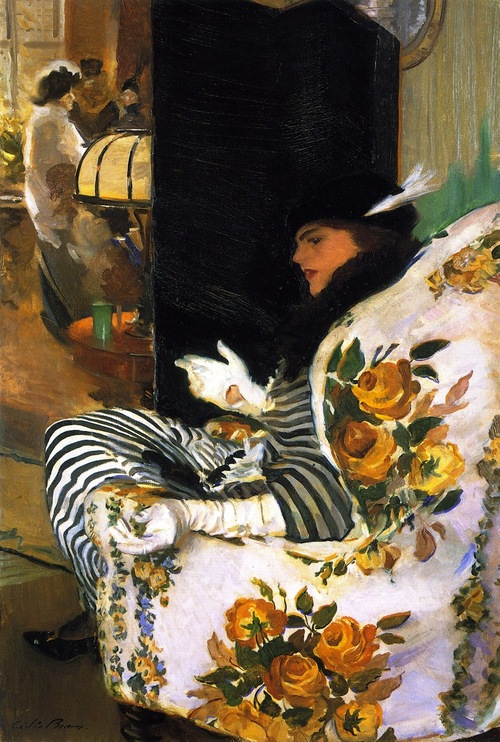
After the Meeting, 1914